# Storgatan, Ludvika

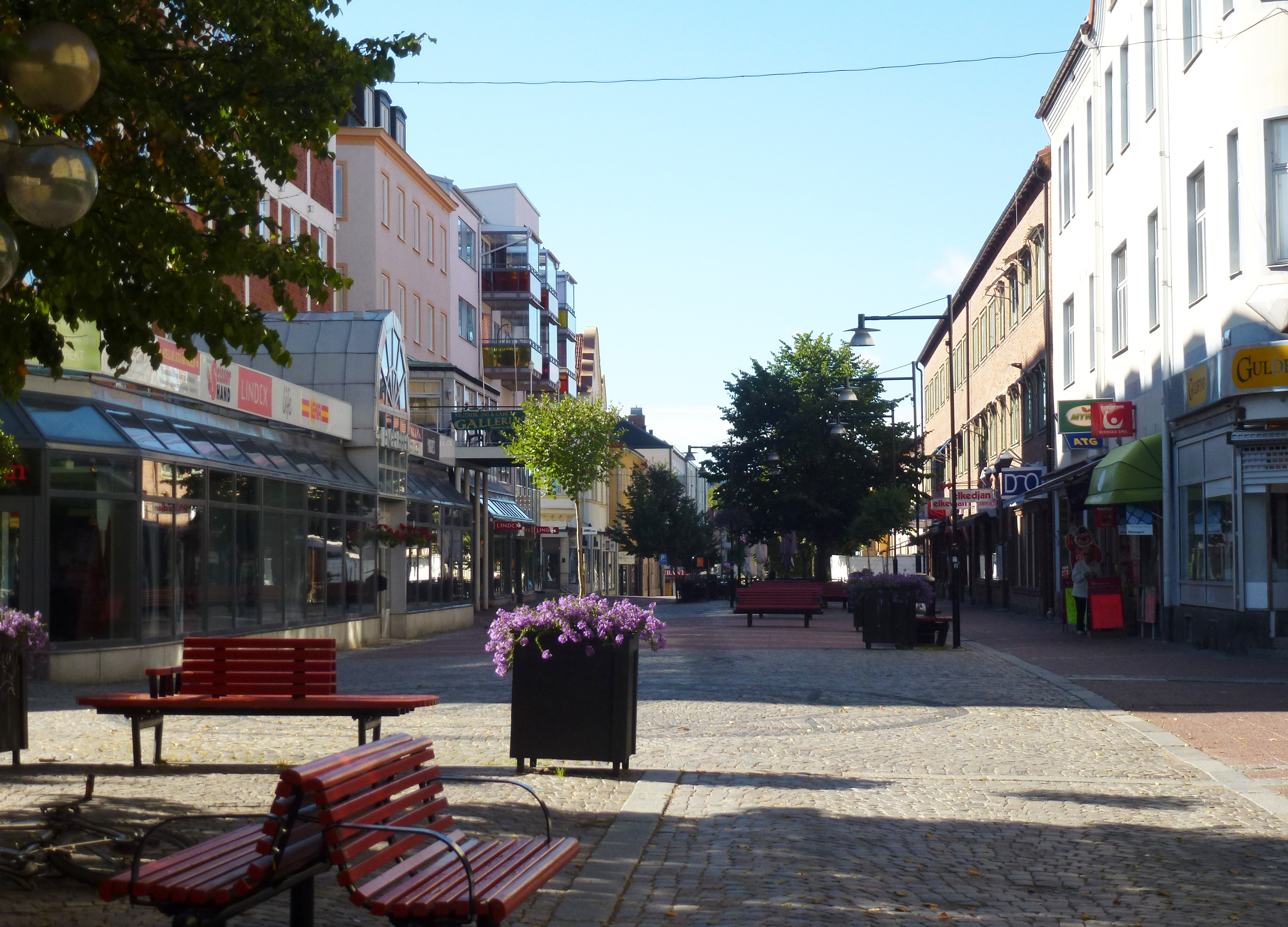
Storgatan mot syd med Engelbrekts-Gallerian t.v. 2013.

Storgatan är en gata i Ludvika. Gatan sträcker sig i nord-sydlig riktning och är drygt 700 meter lång. Storgatan, som skapades i stadsplanen för Ludvika år 1919 utgör stadens stora affärsgata och centrum. Vissa centrala delar är sedan 1980-talet ombyggda till gågata. 

## Historik
Ludvika bruks ledare med Carl Roth i spetsen lät omkring 1915 dra upp en ny stadsplan på obebyggd mark söder om Ludvika Ulrica kyrka och öster om järnvägsstationen. Det var en enkel rutnätsplan med rektangulära stadskvarter som genomfördes 1919. Huvudgatorna blev Storgatan i nord-syd riktning och Engelbrektsgatan i ost-väst riktning. Längs den nya Storgatan etablerade sig snabbt traktens affärsliv.   Längst i norr uppfördes redan 1907 byggnaden för Ludvika tingsrätt (arkitekt Gustaf Améen)  och en bit längre söderut stod Ludvika stadshotell färdigt 1917 efter det att det tidigare hotellet från 1880 hade brunnit ner.

## 1930- till 1940-tal
Arkitekt  Cyrillus Johansson från Stockholm var Ludvikas stadsarkitekt under tio år från 1931 till 1941. Som sådan ritade han även några byggnader längs Storgatan: affärs- och bostadshus vid Storgatan 18 och 30 (klart 1935 och 1936) och Sagahuset med biografen "Saga" vid Storgatan 39 (klart 1939). Ludvika stadshus (klart 1934) placerade han som fond längst i norr, där Storgatan börjar. Storgatan 30 byggdes för Uplands enskilda bank och innehöll förutom bankens lokaler även lägenheter, Bergslagskonditoriet och butiker, bland annat Hasselgrens bokhandel som låg på hörnet mot Engelbrektsgatan.

## Historiska bilder

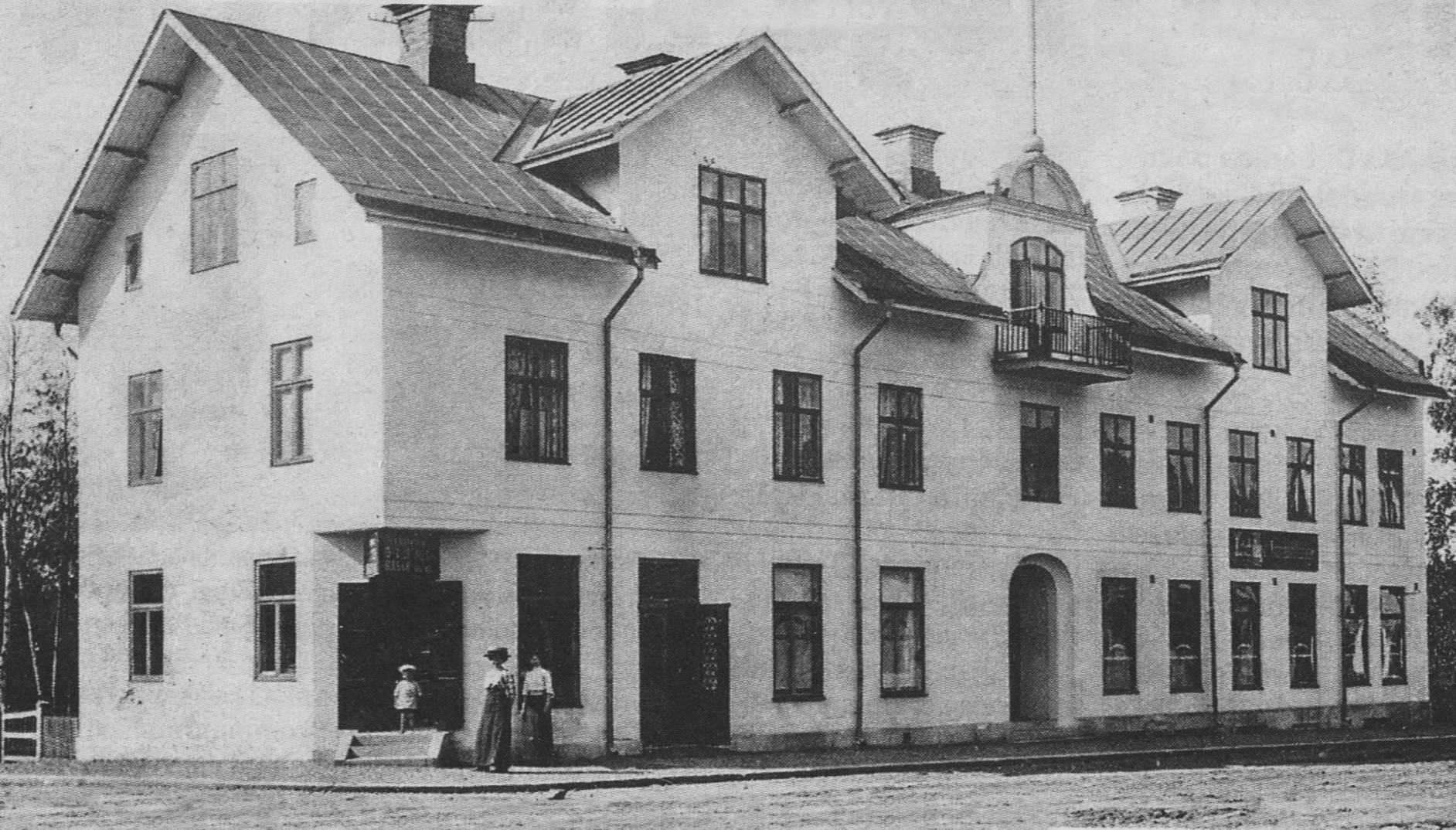
Storgatan 26, platsen för nuvarande Åhléns
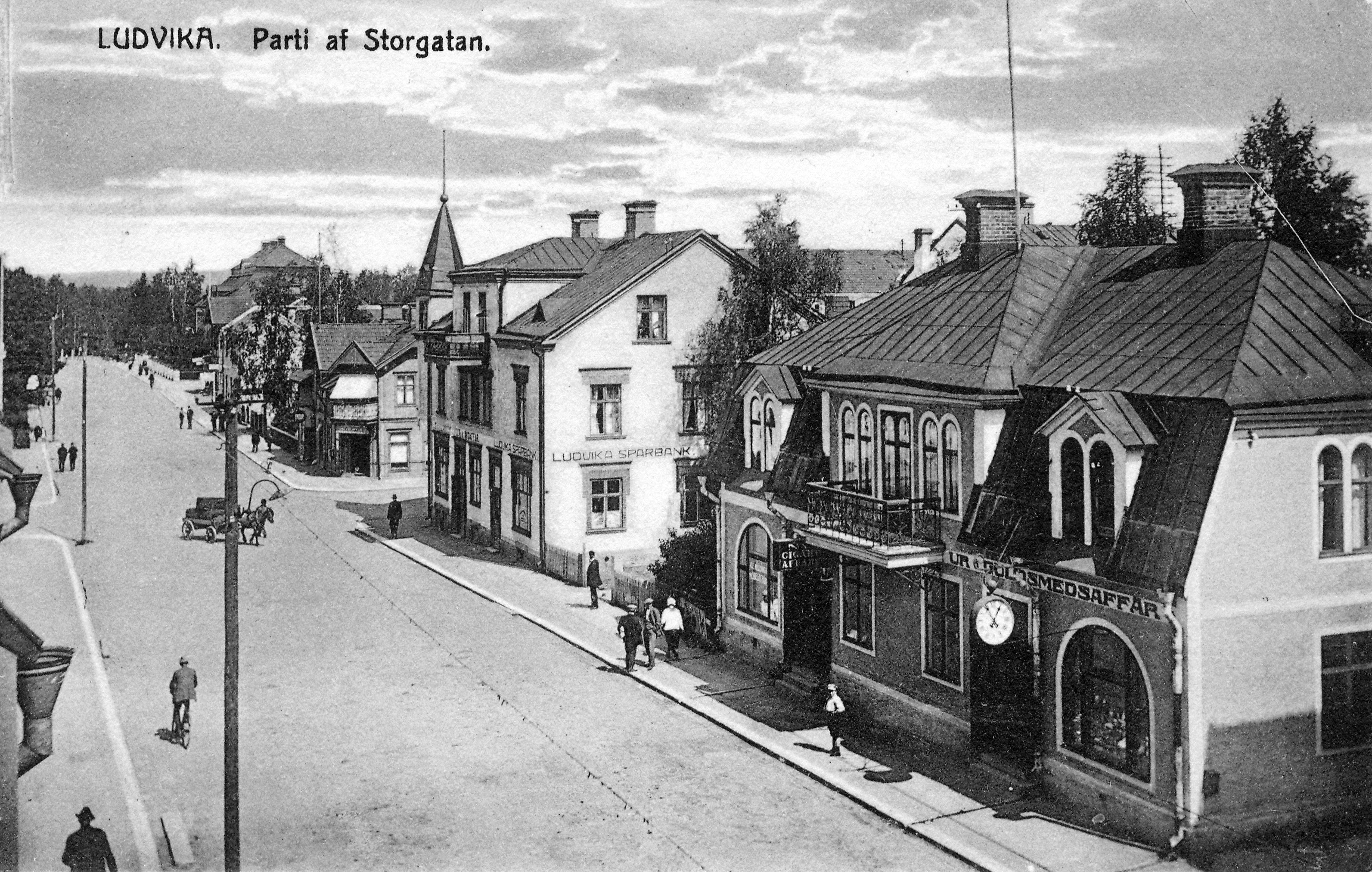
Storgatan mot norr, 1920-tal
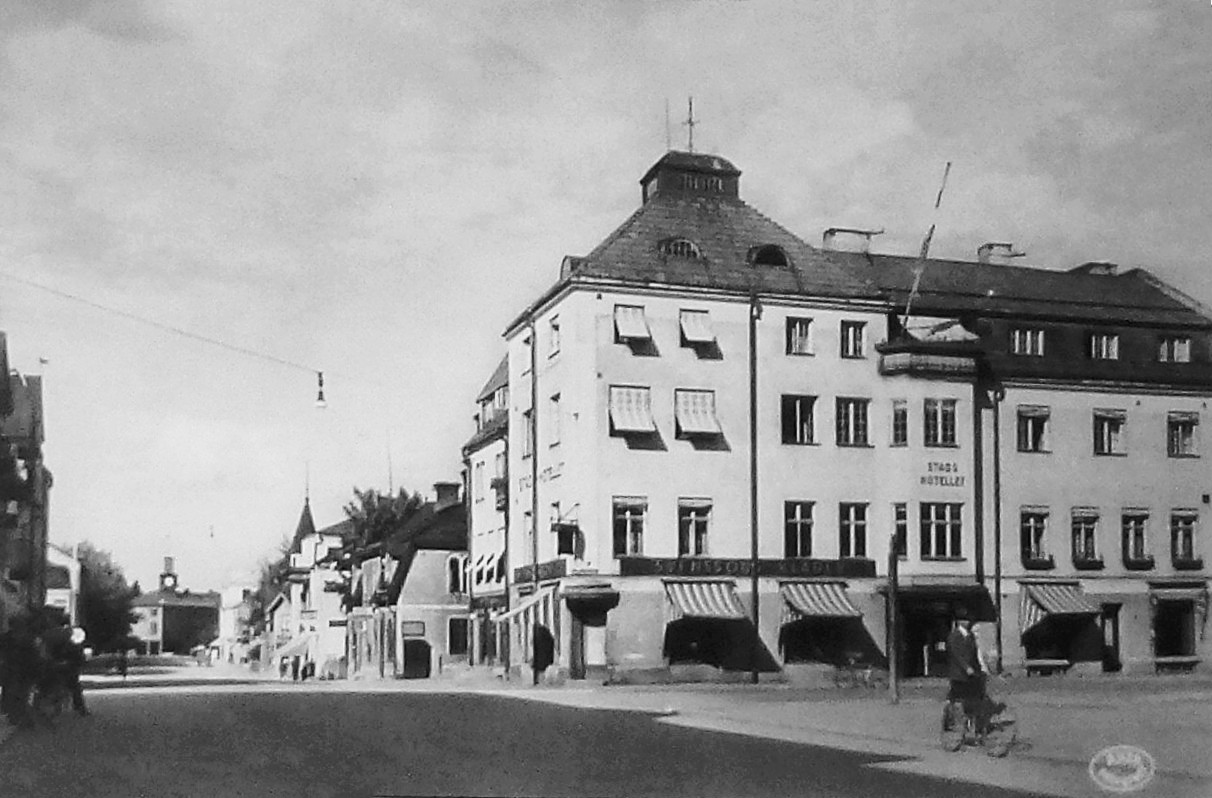
Storgatan mot norr med Ludvika stadshotell, 1930-tal
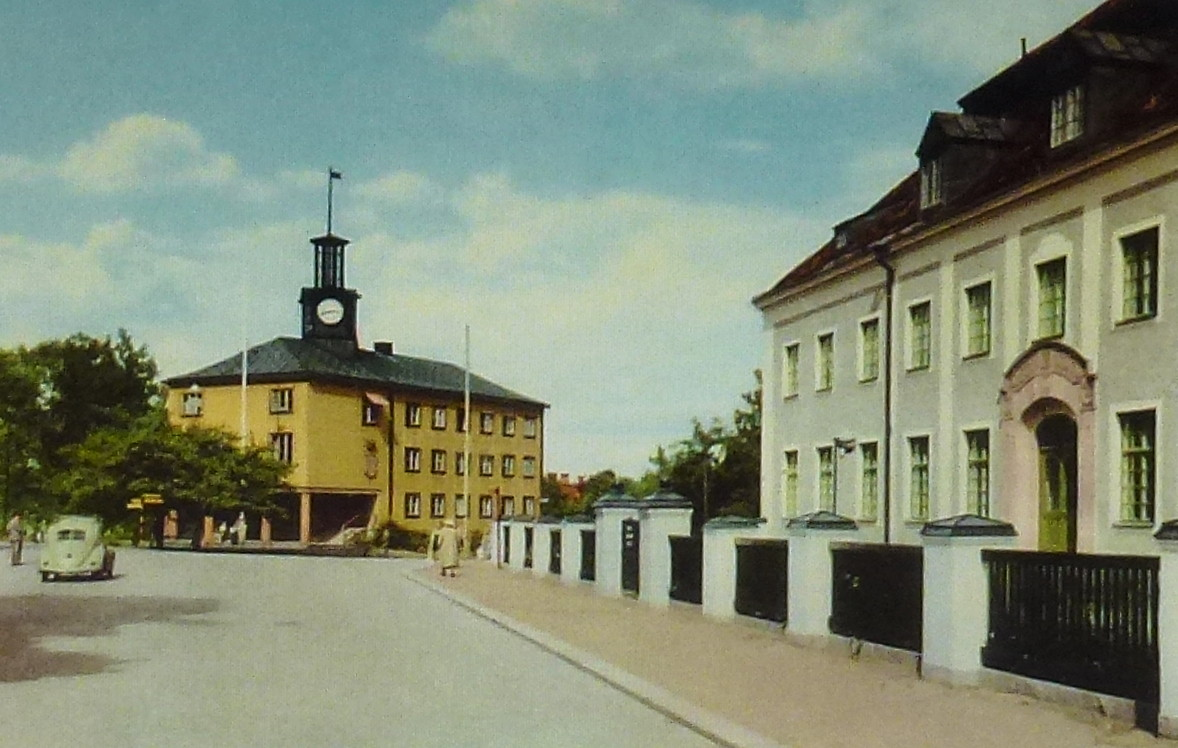
Storgatan längst i norr med Ludvika stadshus och Ludvika tingsrätt 1954
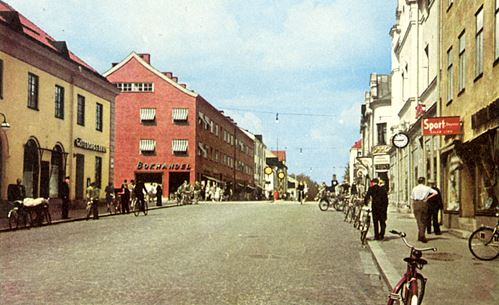
Storgatan mot norr, posten längst till vänster, 1940-tal

## 1960-tal till nutid
På 1960-talet skulle stadens centrum moderniseras, som i så många andra svenska städer. Efter beprövat mönster byggdes två konkurrerande varuhus i princip mittemot varann: Tempo på västra sidan (arkitekt Jack Hanson) och Domus på östra sidan. Till Domus hörde även en särskild butik för radio, TV och grammofonskivor. Restaurangen på övervåningen avtecknade sig genom ett dominerande burspråk. På platsen för Tempo låg ett större bostadshus med två affärslokaler i bottenvåningen: en livsmedelsbutik och en filial av Handelsbanken. Idag är Tempo ett Åhlénsvaruhus och Domus är en del av Engelbrekt-Gallerian.
Vid den tiden var Storgatan inte bara ett affärsstråk där alla butiker lätt kunde nås av de bilburna utan gatan utgjorde samtidigt stadens genomfart för biltrafiken på dåvarande "Rikstian" mellan Gävle och Örebro. Redan då fanns planer för en förbifart som först med Bergslagsgatan (Riksväg 50) blev verklighet. Då bröts den naturliga kontakten mellan Storgatan och järnvägsstationen, som stadsarkitekten Cyrillus Johansson hade eftersträvat. Sedan maj 2014 har denna kontakt återskapads när den nya gång- och cykelbron kallad "Entré Ludvika" invigdes.
| Storgatan på tidigt 1960-tal. Till vänster Tempo och till höger Domus. |  | Storgatan på tidigt 1960-tal. Till vänster Tempo och till höger Domus. |
| Storgatan på tidigt 1960-tal. Till vänster Tempo och till höger Domus. |  |                                                                        |

På 1980-talet började genomfartstrafiken via Storgatan stängas av och två kvarter blev omändrade till gågata. Numera finns sittgrupper, planteringar och café mitt i gatan. Senaste tillskott för shopping är Engelbrekt-Gallerian (invigd 2010) med ett 15-tal butiker, tre restauranger och diverse serviceinrättningar. I gallerians komplex ingår det tidigare varuhuset Domus samt en nybyggd del som uppfördes på marken ("brända tomten") för en 1998 nedbrunnen fastighet.

## Nutida bilder

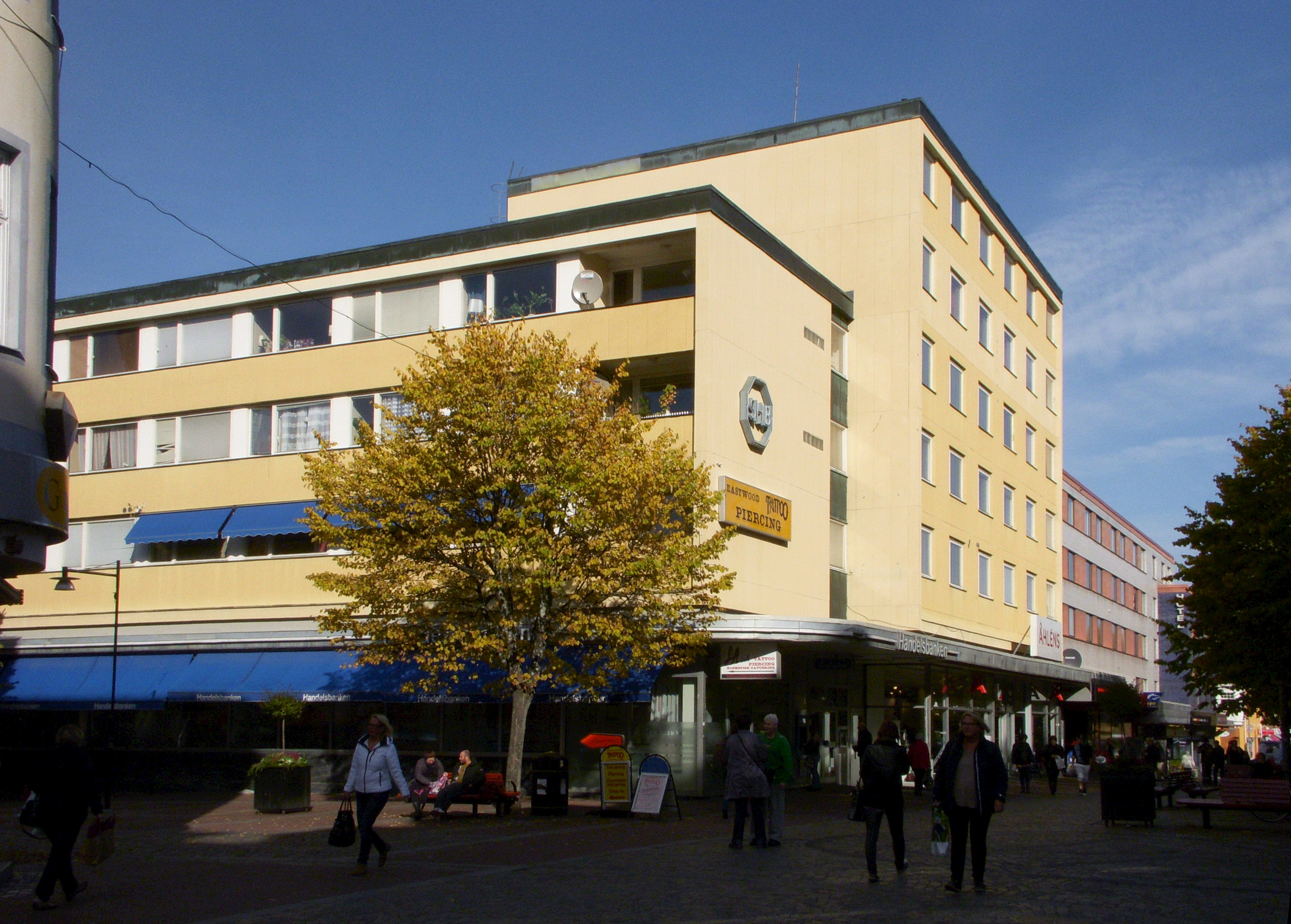
Åhlénshuset
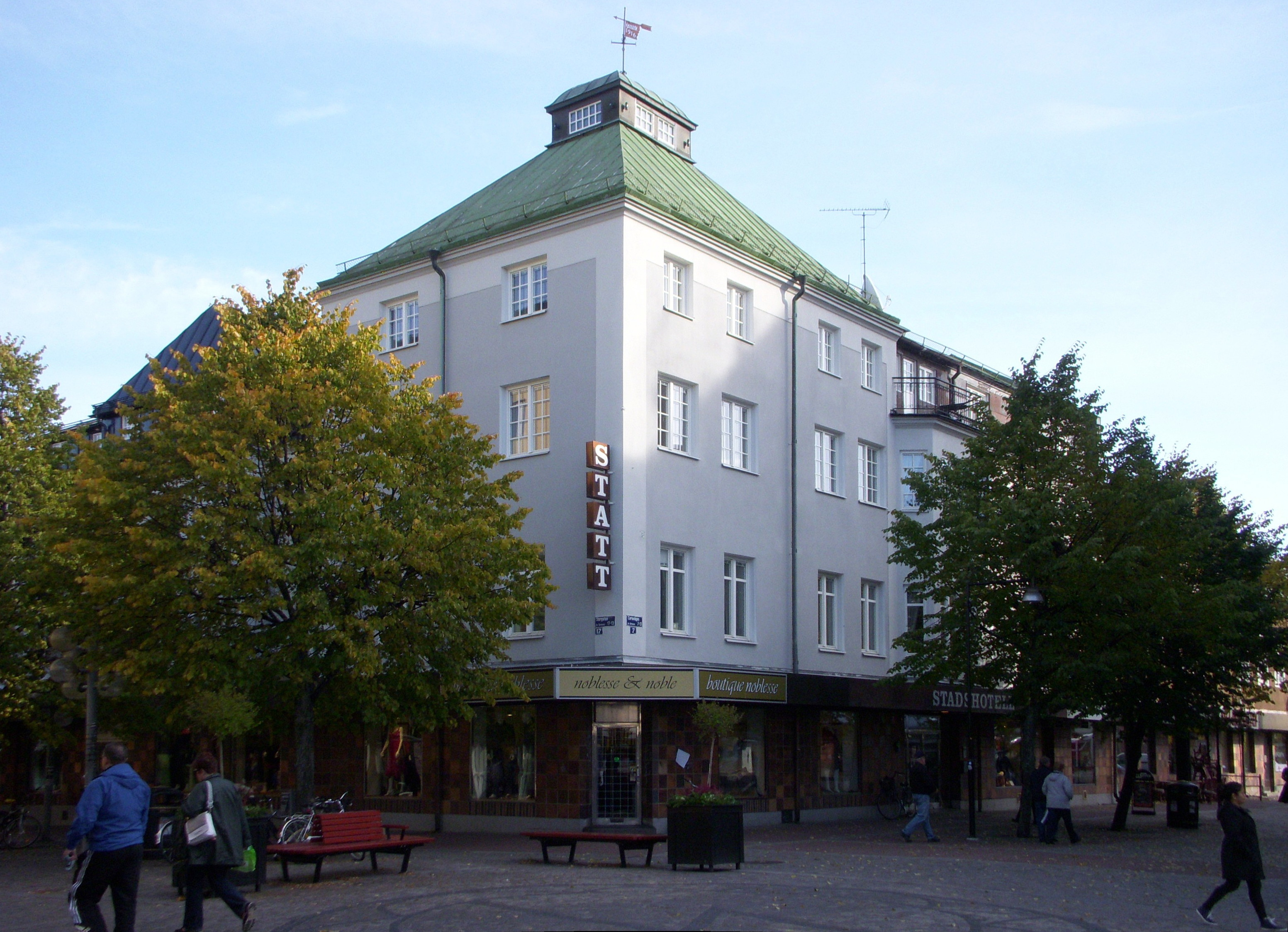
Stadshotellet
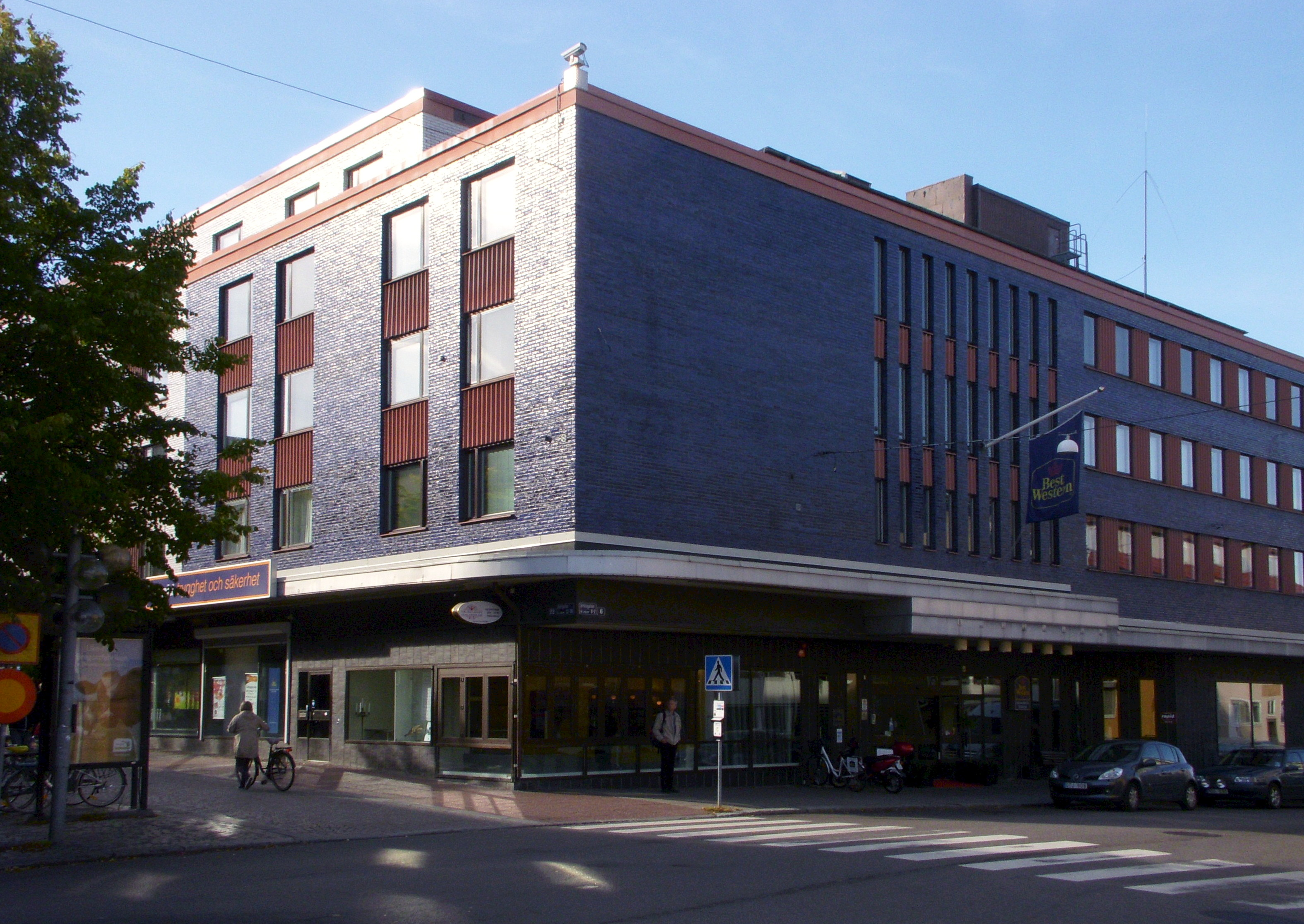
Grand Hotel Elektra
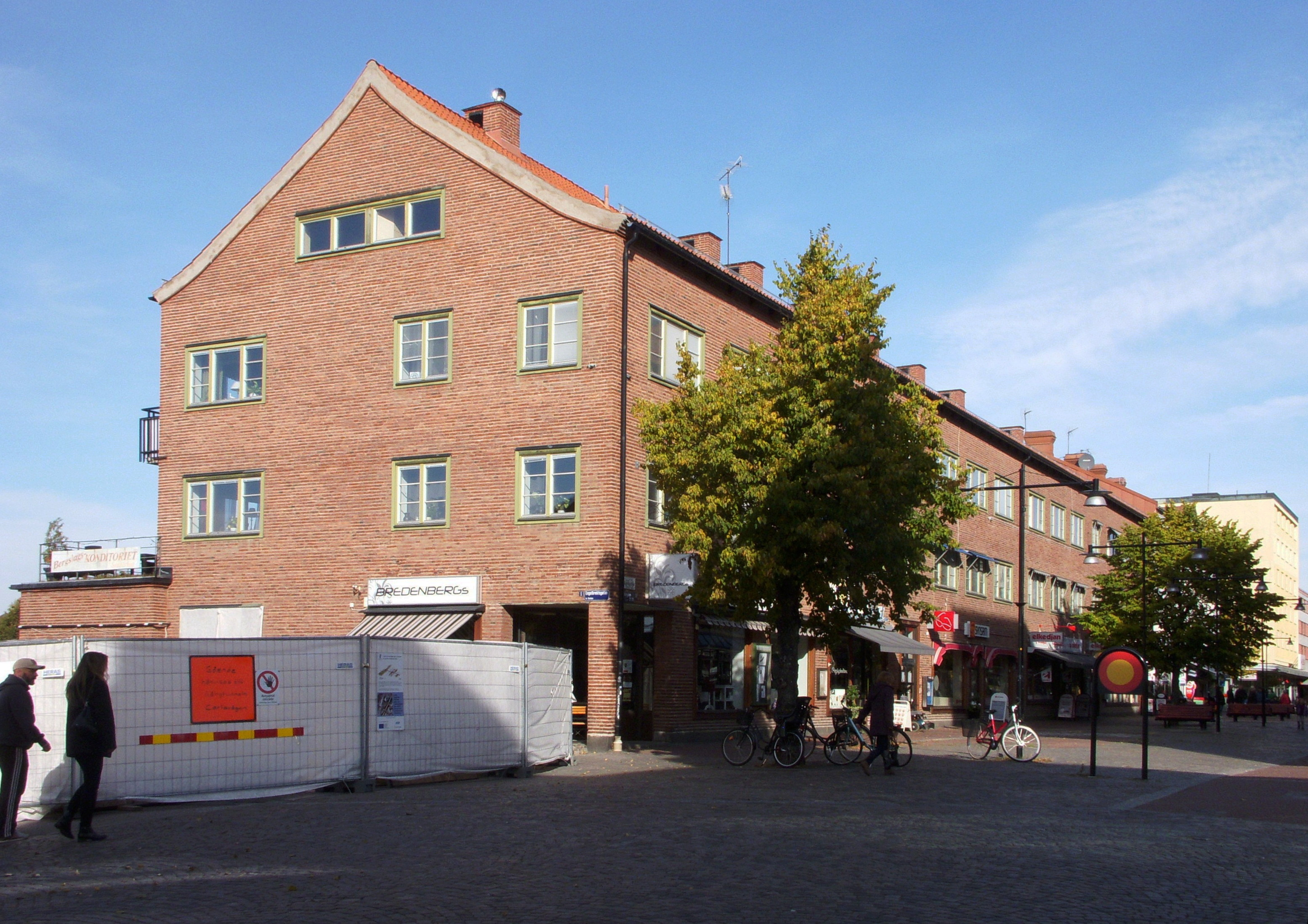
Storgatan 30

## Intressanta byggnader
- Ludvika tingsrätt, Storgatan 5
- Tempohuset, Storgatan 26
- Affärs- och bostadshus, Storgatan 30
- Sagahuset, Storgatan 39